# Calliprora centrocrossa
Calliprora centrocrossa är en fjärilsart som beskrevs av Edward Meyrick 1922. Calliprora centrocrossa ingår i släktet Calliprora och familjen stävmalar. Inga underarter finns listade i Catalogue of Life.